# Центральное (Бухар-Жырауский район)
Центра́льное (каз. Центральное) — село в Бухар-Жырауском районе Карагандинской области Казахстана, административный центр Центрального сельского округа.

## География
Населённый пункт расположен в северо-западной части Бухар-Жырауского района, на левом берегу реки Ошаганды, в 101 километрах к западу от районного центра посёлка Ботакара, в 59 километрах к северо-западу от областного центра города Караганда. Соседние сёла: Урожайное в 3,2 километрах к югу, Садовое в 5 километрах к юго-востоку, Акпан в 10 километрах к северу. Транспортное сообщение осуществляется автомобильной дорогой областного значения КМ-20 «Темиртау—Садовое—Гагаринское км 0-8». Абсолютная высота центра населённого пункта — 495 метров над уровнем моря. 

## Население
| Численность населения | Численность населения | Численность населения | Численность населения |
| 1989                  | 1999                  | 2009                  | 2021                  |
| --------------------- | --------------------- | --------------------- | --------------------- |
| 1573                  | ↗1668                 | ↘1428                 | ↘1169                 |

национальный состав
Процентное соотношение численно-преобладающих национальностей села согласно переписи населения 1989 года:
| Национальность | Процентное соотношение |
| -------------- | ---------------------- |
| русские        | 65 %                   |
| другие         | 35 %                   |

## Экономика
В селе расположен Карагандинский научно-исследовательский институт растениеводства и селекции (КНИИРС), образованный на базе Карагандинской СХОС (сельскохозяйственная опытная станция). Учреждение было создано для обслуживания Карлага (Карагандинский совхоз-гигант ОГПУ).